# Perasis transcaspica
Perasis transcaspica är en tvåvingeart som beskrevs av Paramonov 1930. Perasis transcaspica ingår i släktet Perasis och familjen rovflugor. Inga underarter finns listade i Catalogue of Life.